# Ambulancias, en el corazón de la ciudad
Ambulancias, en el corazón de la ciudad fue un programa de televisión que mezclaba los géneros documental y telerrealidad. El programa seguía los casos más llamativos de una unidad de emergencias, haciendo uso de un nuevo formato que mostraba casos reales vividos por los servicios médicos de nuestro país. La realidad era el factor más importante del programa, siendo recogido por las cámaras el servicio diario del personal sanitario que conforma una ambulancia. El equipo recibía todo tipo de llamadas, atendiendo así las más urgentes.

## Episodios y audiencias

### Ambulancias, en el corazón de la ciudad (2018)
| Programa | Día de emisión | Audiencia      | Ref   |
| -------- | -------------- | -------------- | ----- |
| 1x01     | 15/07/2018     | 856 000 (6,4%) | [ 2 ] |
| 1x02     | 22/07/2018     | 638 000 (5,2%) | [ 3 ] |
| 1x03     | 29/07/2018     | 533 000 (4,5%) | [ 4 ] |
| 1x04     | 05/08/2018     | 487 000 (4,4%) | [ 5 ] |
| 1x05     | 12/08/2018     | 441 000 (3,6%) | [ 6 ] |
| 1x06     | 19/08/2018     | 356 000 (3,2%) | [ 7 ] |
| 1x07     | 26/08/2018     | 468 000 (3,8%) | [ 8 ] |
| 1x08     | 02/09/2018     | 556 000 (4,1%) | [ 9 ] |

## Audiencia media
| Edición                        | Fechas de emisión                             | Espectadores | Cuota |
| ------------------------------ | --------------------------------------------- | ------------ | ----- |
| [ 1 ] Primera temporada (2018) | 15 de julio de 2018 — 2 de septiembre de 2018 | 542 000      | 4,4%  |